# 春日井市立石尾台小学校
春日井市立石尾台小学校（かすがいしりつ いしおだいしょうがっこう）は、愛知県春日井市石尾台にある公立小学校。

## 概要
- 石尾台1-3丁目、石尾台5・6丁目、外之原町が校区であり、公立中学校の進学先は春日井市立石尾台中学校である[1]。
- 高蔵寺ニュータウンにある小学校である。

## 沿革
- 1980年（昭和55年）4月1日 - 春日井市立高森台小学校、春日井市立玉川小学校より分離し、開校[2]。
- 1981年（昭和56年） - 体育館が完成する。
- 1983年（昭和58年）4月1日 - 春日井市立押沢台小学校を分離しする。

## 交通アクセス
- 名鉄バス高蔵寺ニュータウン線【80系統】「石尾台南」バス停より徒歩約3分。
- サンマルシェ循環バス石尾台ルート「石尾台小学校」バス停より徒歩すぐ。

## 周辺施設
- 春日井市立高森台中学校
- 春日井市立石尾台中学校
- 春日井市立東高森台小学校
- 春日井市立高森台小学校
- 春日井市立中央台小学校
- 春日井市立押沢台小学校
- 高森山公園